# Sekularism i Frankrike

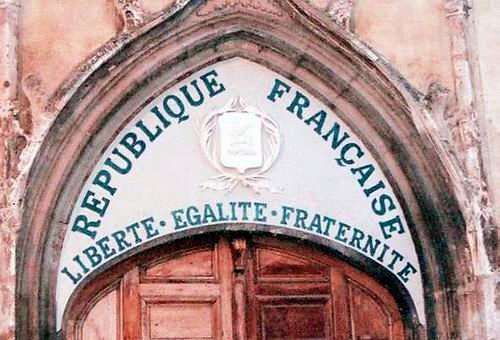
Franska republikens motto på tympanon på en kyrka i Aups, Var, Provence-Alpes-Côte d'Azur, som tillkom 1905 efter lagen om separation mellan stat och kyrka. Dylika inskriptioner är ovanliga; denna restaurerades 1989 under 200-årsjubileet av Franska revolutionen.

Sekularism i Frankrike (franska: laïcité) avser frånvaro av religiöst inflytande i statliga angelägenheter såväl som frånvaro av statligt inflytande i religiösa angelägenheter. I Frankrike har sekularismen rötter i den franska revolutionen, men nutida doktrin grundar sig på Frankrikes lag om separation mellan kyrka och stat (1905). Under 1900-talet försköts begreppet till att avse jämlik behandling av alla religioner, som dock utvecklats mer restriktivt sedan 2004.